# Wadley (Geórgia)
Wadley é uma cidade localizada no estado americano de Geórgia, no Condado de Jefferson.

## Demografia
Segundo o censo americano de 2000, a sua população era de 2088 habitantes.
Em 2006, foi estimada uma população de 1984, um decréscimo de 104 (-5.0%).

## Geografia
De acordo com o United States Census Bureau tem uma área de 11,9 km², dos quais 11,8 km² cobertos por terra e 0,1 km² cobertos por água. Wadley localiza-se a aproximadamente 77 m acima do nível do mar.

## Localidades na vizinhança
O diagrama seguinte representa as localidades num raio de 24 km ao redor de Wadley.